# إدي شوارتز
إدي شوارتز هو كاتب أغاني ومغني كندي، ولد في 22 ديسمبر 1949.

## وصلات خارجية
- إدي شوارتز على موقع IMDb (الإنجليزية)
- إدي شوارتز على موقع ميوزك برينز (الإنجليزية)
- إدي شوارتز على موقع أول ميوزيك (الإنجليزية)
- إدي شوارتز على موقع ديسكوغز (الإنجليزية)